# Stagmatoptera abdominalis
Stagmatoptera abdominalis es una especie de mantis de la familia Mantidae.

## Distribución geográfica
Se encuentra en Brasil, Colombia y Surinam.